# マルセル・ブリギブール
マルセル・ブリギブール（Marcel Briguiboul、1837年11月2日 - 1892年3月20日）は、フランスの画家、彫刻家、美術品収集家である。

## 略歴
フランス南部オード県のサント＝コロンブ＝シュル＝レール(Sainte-Colombe-sur-l'Hers)でタルヌ県カストル出身の商人の一族に生まれた。1859年4月にパリ国立高等美術学校に入学しレオン・コニエやシャルル・グレールの学生になった。パリでジャン＝ポール・ローランスやピエール＝オーギュスト・ルノワール、クロード・モネといった同世代の画家たちと知り合った。
1861年からパリのサロンに出展を始め、スペイン絵画やオリエンタリズムの影響を受け、ルノアールらの印象派の画家の作品に影響を受けた作品を出展し1863年のサロンで3等のメダルを受賞した。
1870年に普仏戦争が始まると国民衛兵に参加し、負傷した時に看護を受けた音楽家で看護師を務めていた女性と知り合い、後に結婚した。1871年に夫婦でアルジェリアに旅し、そこで子供が生まれた。その後イタリアにも滞在した。
1871年にレジオンドヌール勲章（シュバリエ）を受勲した。
1881年に銀行から借金をしてフランシスコ・デ・ゴヤの作品『王立フィリピン会社の総会』、『フランシスコ・デル・マーソの肖像』、『眼鏡をかけた自画像』を購入した。1882年からはサロンに出展するのを止め、カストルやモンテカルロで過ごすようになった。
1892年にフランスの南部のニームで亡くなり、カストルの墓地に埋葬された。
1893年に息子の息子ピエール・ブリギブールによってゴヤの作品はカストルの美術館に寄付された。1927年に未亡人のヴァランティーヌ・ブリギブール（Valentine Briguiboul）が亡くなると未亡人が相続した財産やブリギブールの作品もカストル市に遺贈された。これらの作品は「ゴヤ美術館」と改名されたカストルの美術館がフランスではルーブル美術館に次ぐスペイン美術のコレクションをもつ美術館となる出発点となった。

## 作品

傘を持つブリギブール夫人 ゴヤ美術館
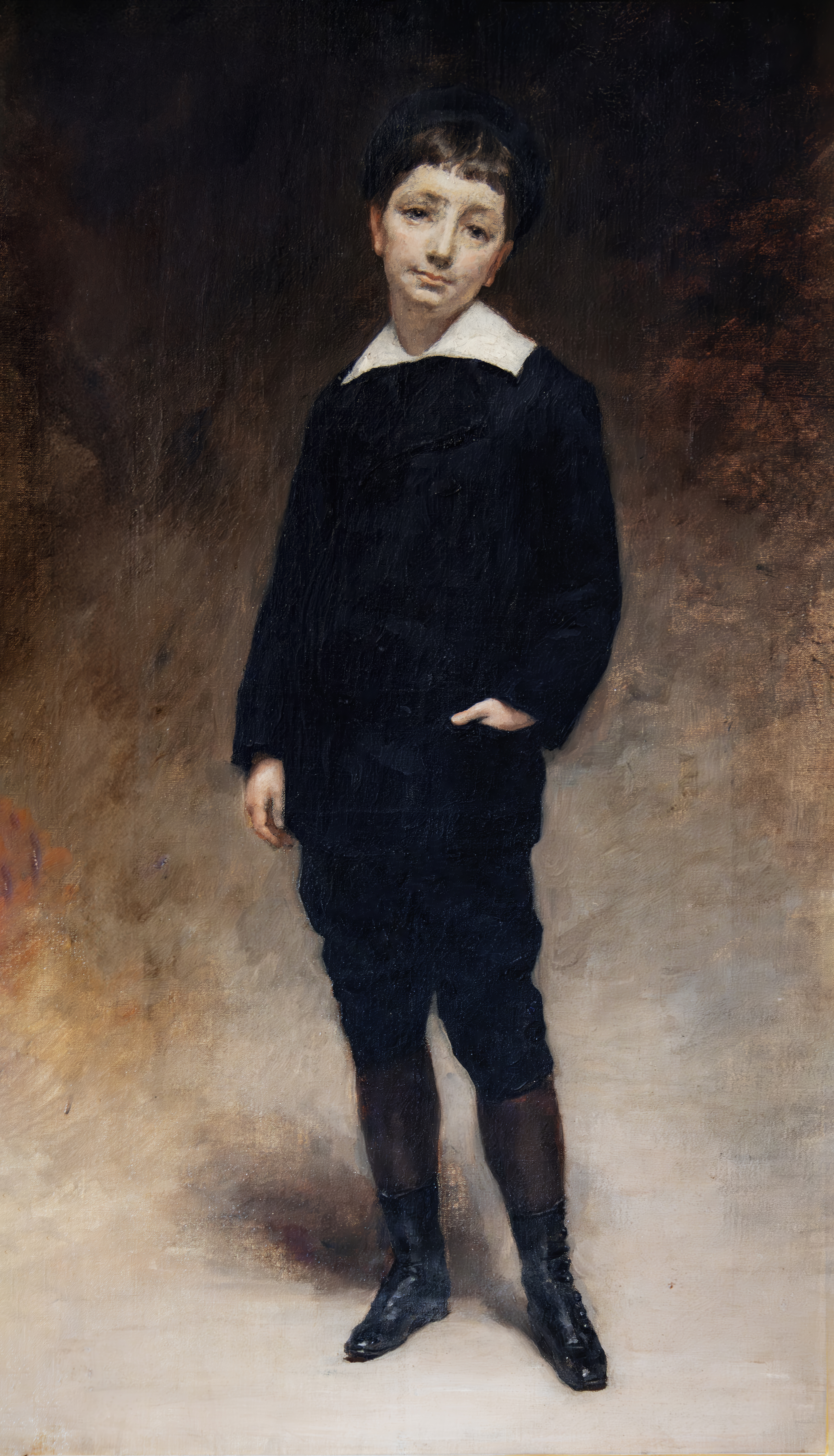
ピエール・ブリギブールの肖像画 ゴヤ美術館
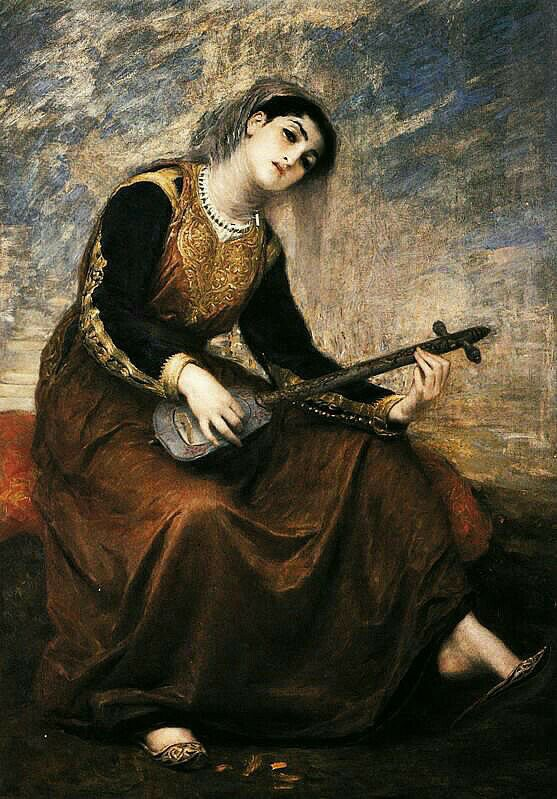
弦楽器を弾くアルジェリア女性 ゴヤ美術館
彫刻作品　ナルキッソス